# Avenida Church (línea Brighton)
La Avenida Church es una estación en la línea Brighton del Metro de Nueva York de la división B del Brooklyn–Manhattan Transit Corporation. La estación se encuentra localizada en Flatbush, Brooklyn entre la Avenida Church y la Calle 18 Este. La estación es servida en varios horarios por los trenes del Servicio  y .

## Enlaces externos

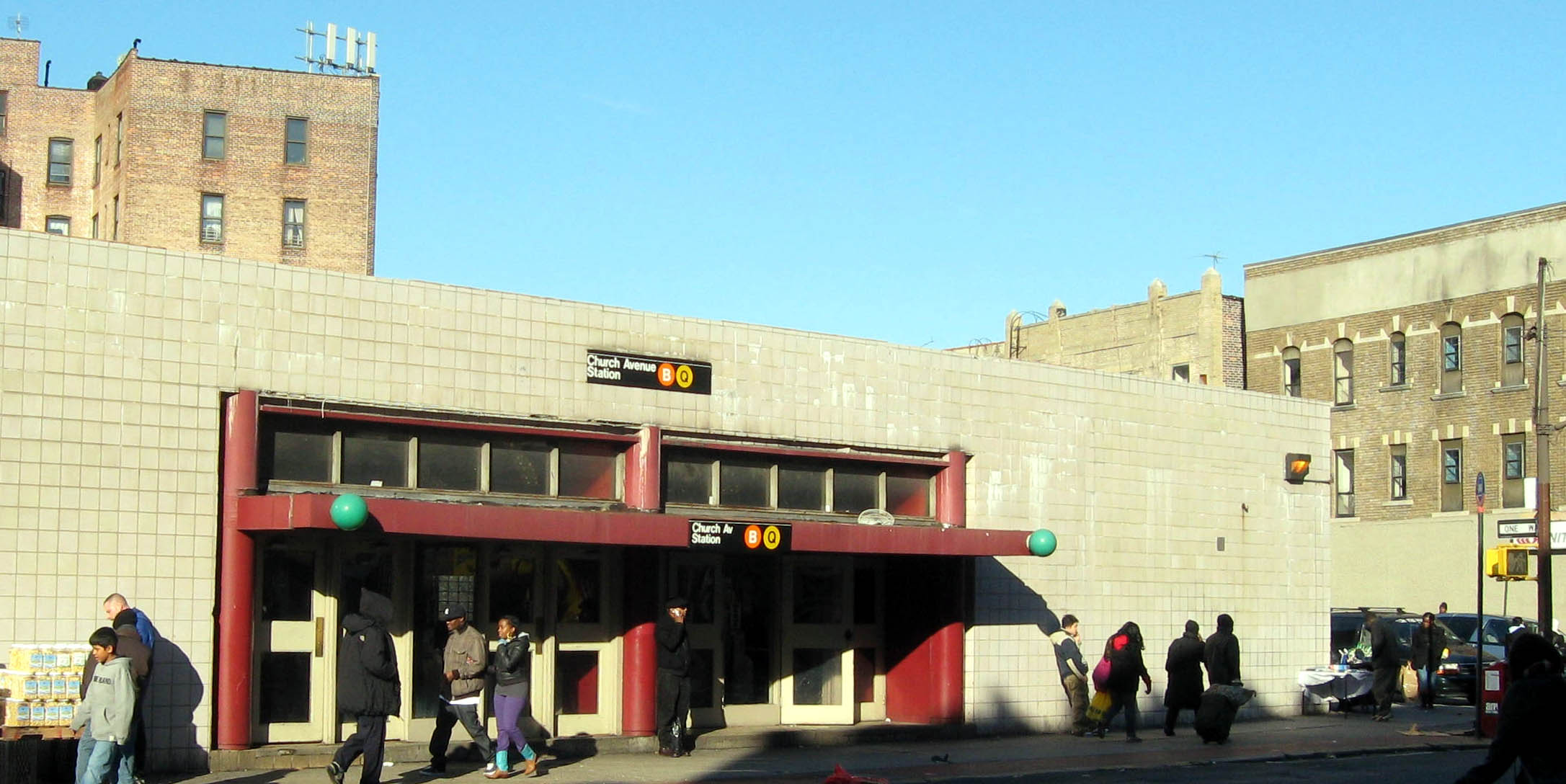
Estación.